# Barbarossa-Fund
Als Barbarossa-Fund wird ein 1982/1985 im Münzhandel aufgetauchter Schatzfund von etwa 7700 Silbermünzen und einigen Stücken Hacksilber aus der Zeit Friedrich Barbarossas bezeichnet.
Der Fund hat ein Gewicht von etwa 8 Kilogramm und stammt vermutlich aus der Türkei. Die versammelten Münzen stammen aus verschiedenen deutschen Münzstätten sowie aus London, Lucca und Antiochia. Herkunft und Zusammensetzung legten es nahe, den Fund mit dem Kreuzzug Barbarossas 1189/1190 in Verbindung zu bringen. Schnell wurde der Fund aufgrund seiner Größe als „Kriegskasse des Kaisers gedeutet“. Tatsächlich dürfte er aber „einem höherrangigen Teilnehmer im Barbarossa-Heer gehört haben, der ihn, unter welchen Umständen auch immer, irgendwo auf dem Marsch zwischen Silifke und Antiochia verlor.“